# Schesatobel

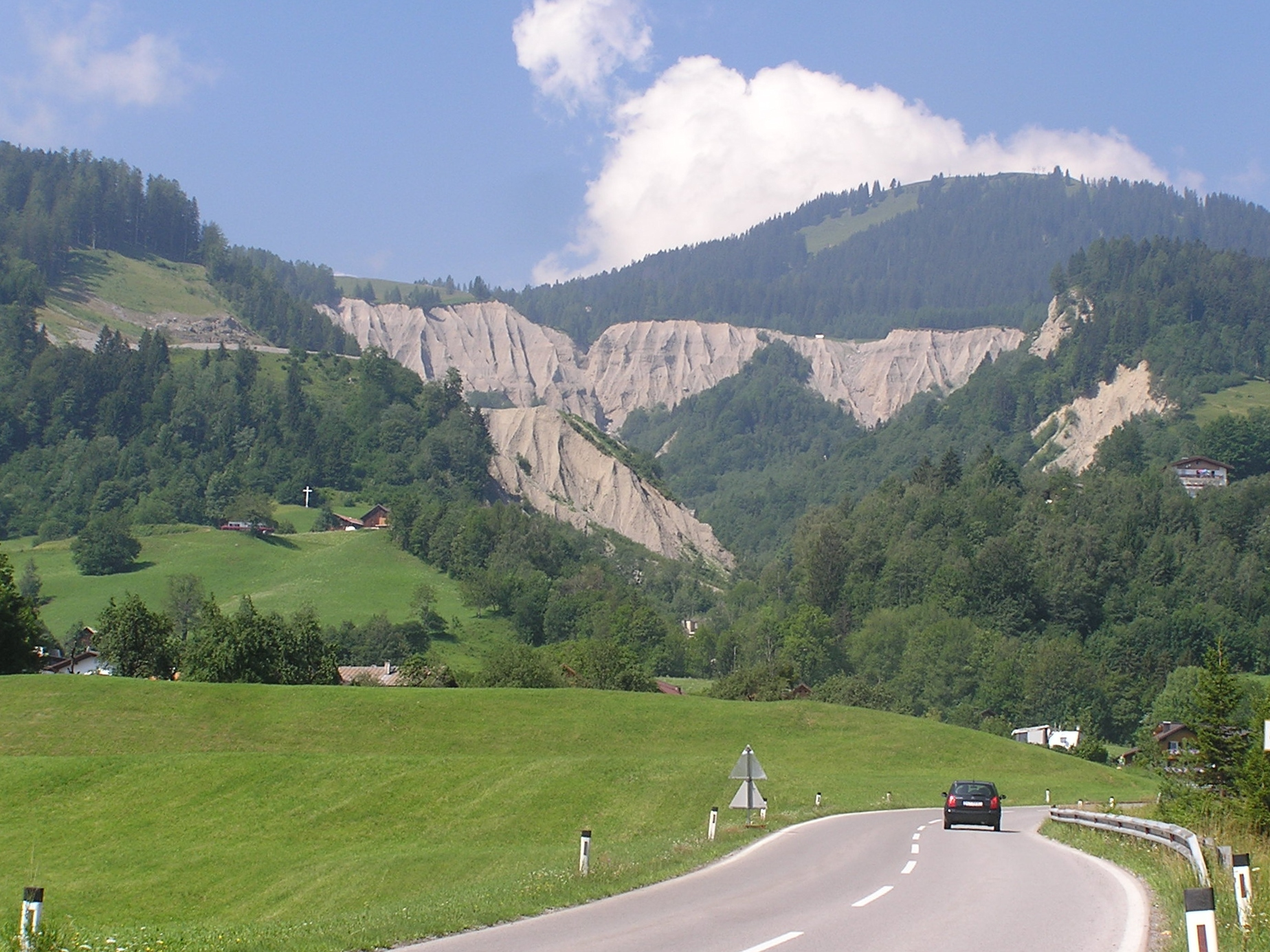
Der Murbruch Schesatobel von Nordosten

Das Schesatobel im Gemeindegebiet von Bürserberg (Vorarlberg, Österreich) ist einer der größten Murbrüche Europas in den Ostalpen.

## Geschichte

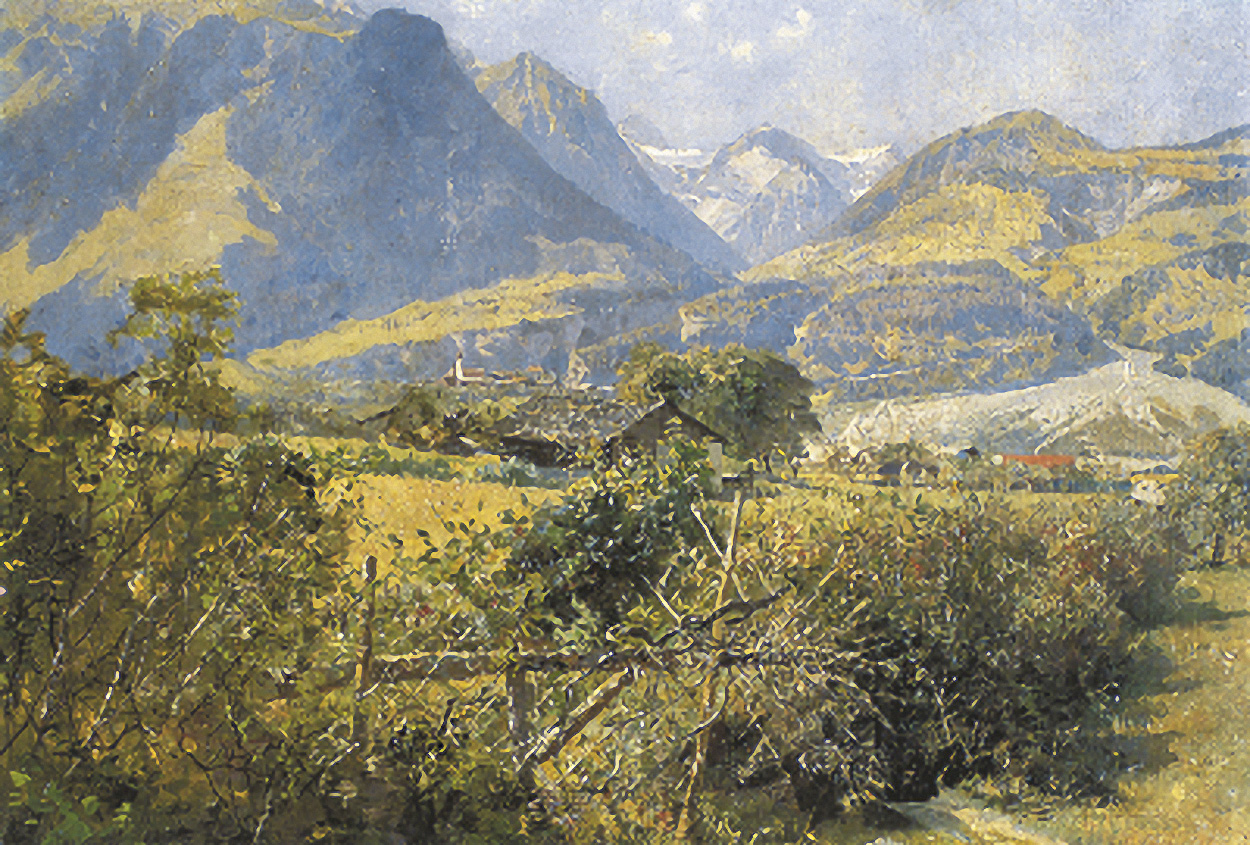
Schwemmkegel des Schesabaches (rechts) auf Gemälde von 1890

Die Schesa entspringt im Bereich einer Anlagerung und Ablagerung des eiszeitlichen Illgletschers.
Seit dem Mittelalter wurde das Einzugsgebiet dieses kleinen und ruhigen Baches für Alm- und Forstwirtschaft genutzt. Im Jahre 1796 wurden aber etwa 15 ha Wald zur Ausweitung der Weideflächen abgeholzt. Ab 1804 kam es dann an den Hängen über etwa 100 Jahre verteilt immer wieder zu großen Murenabgängen.
Zirka 40 Millionen m³ Moränenmaterial wurde in der Talsohle des Illtals zu einem großen Schuttkegel (80 ha) abgelagert bzw. über die Ill weitergetragen.

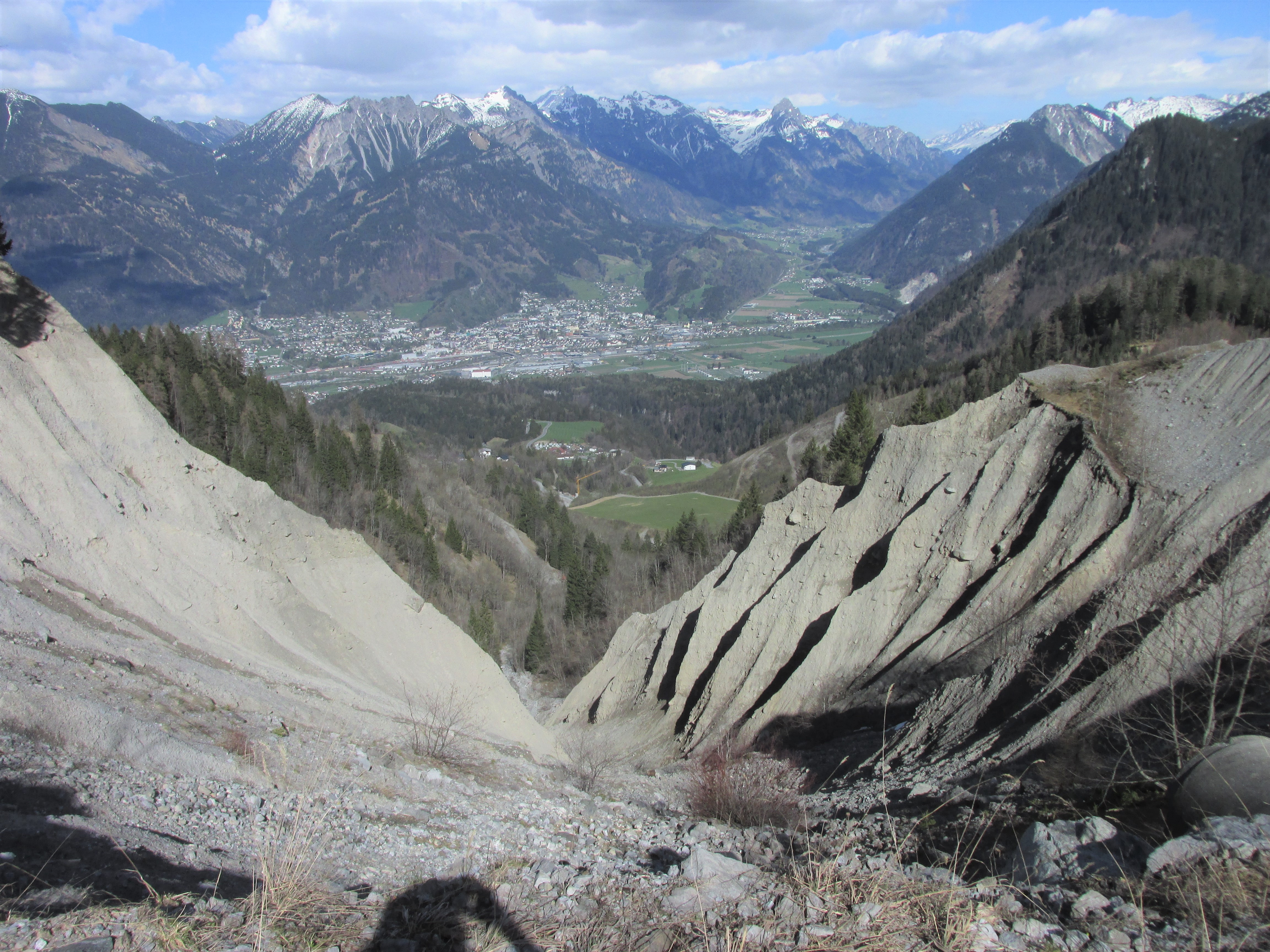
Blick von der in etwa 1400 m Höhe gelegenen Abbruchkante. Der winzige rote Bagger in der Mitte (siehe Annotierung) verdeutlicht die Dimension des Murbruchs.

Durch umfangreiche Wildbachverbauungen seit 1899 ließen sich die Gefahren eindämmen. Unter anderem wurden Hänge begrünt. In Bürs errichteten 1916 etwa 200 russische Kriegsgefangene einen etwa 1.300 Meter langen Damm, vulgo  Russendamm genannt, und analog dazu auf der Burtschaalpe, parallel und oberhalb der Abbruchkante, einen Russenkanal. Mit letzterem sollte Wasser aufgefangen und abgeleitet werden, ehe dieses die Abbruchkante erodiert. Inzwischen wurde der Murkegel mit ca. 250 Wohnhäusern verbaut, bis nahe zum Schesatobel hin.
Der Abriss ist heute noch weithin sichtbar. Es kommt im Tobel immer wieder zu Teilbewegungen, sodass man nach einem Unwetter oder nach dem Winter, nur noch Teilstrecken einer Baustellenzufahrt der Wildbachverbauung antrifft. Das abgetragene Gesteinsmaterial wird zur Baustoffgewinnung genutzt, am unteren Bereich des Schesabaches arbeitet ein Kieswerk.

## Fossilienfunde
Im Juli 1859 fand Christian Ganal im Schesatobel einen Mammutzahn und seither konnten im Bereich Schesatobel noch andere urgeschichtliche Fundstücke sichergestellt werden.